# 迪尔福 (阿列日省)
迪尔福（法語：Durfort，法語發音：[dyʁfɔʁ]）是法国阿列日省的一个市镇，属于聖日龍區。

## 地理
迪尔福（43°12'23"N, 1°27'25"E）面积10.98 平方千米，位于法国奧克西塔尼大區阿列日省，该省份为法国西南部内陆省份，西部和北部与上加龙省接壤，东临奥德省，东南至东比利牛斯省接壤，南与安道尔和西班牙接壤。
与迪尔福接壤的市镇（或旧市镇、城区）包括：阿尔蒂加、布里、埃斯普拉、勒福萨、瑞斯蒂尼亚克、圣马丹多伊德、拉图新城、马尔利亚克。

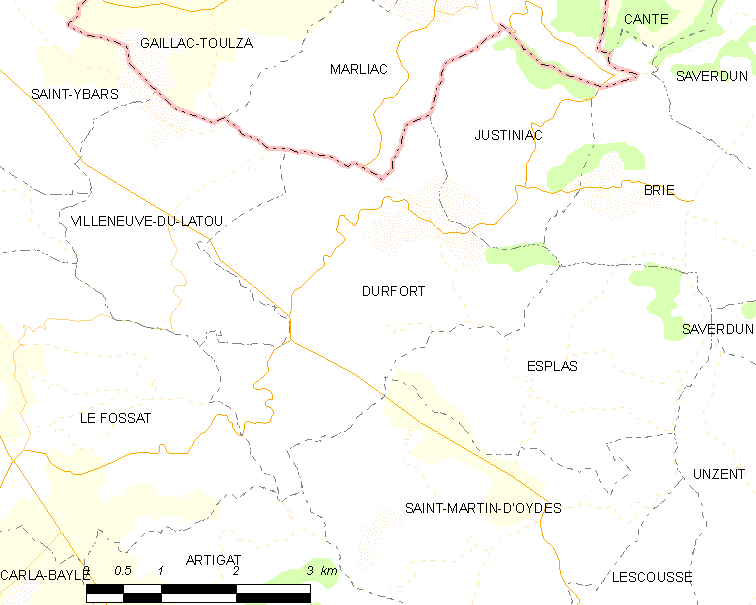
的OSM定位图

迪尔福的时区为UTC+01:00、UTC+02:00（夏令时）。

## 行政
迪尔福的邮政编码为09130，INSEE市镇编码为09109。

## 政治
迪尔福所属的省级选区为阿里兹-莱兹县。

## 人口

1962-2008年间人口变化图示

迪尔福于2022年1月1日时的人口数量为185人。